# Ambite
Ambite é um município da Espanha
na província e comunidade autónoma de Madrid, de área 26 km² com população de 467 habitantes (2007) e densidade populacional de 17,96 hab./km².

## Demografia
| Variação demográfica do município entre 1991 e 2004 | Variação demográfica do município entre 1991 e 2004 | Variação demográfica do município entre 1991 e 2004 | Variação demográfica do município entre 1991 e 2004 |
| --------------------------------------------------- | --------------------------------------------------- | --------------------------------------------------- | --------------------------------------------------- |
| 1991                                                | 1996                                                | 2001                                                | 2004                                                |
| 287                                                 | 290                                                 | 310                                                 | 354                                                 |